# 天主教奧倫塞教區
天主教奧倫塞教區（拉丁語：Dioecesis Auriensis）是西班牙一個羅馬天主教教區，屬聖地亞哥-德孔波斯特拉總教區。
教區傳統相信成立於6世紀，位於奧倫塞省西部。2007年，在當地315,407人口中，有教友314,107人，佔轄區總人口99.6%、735個堂區、393名司鐸、79名修士、352名修女。現任教區主教為若瑟·萊莫斯·蒙塔內。